# Miami Dolphins 1968
La stagione 1968 dei Miami Dolphins è stata la terza della franchigia nella American Football League.

## Calendario

### Stagione regolare
| Turno | Data               | Avversario           | Risultato          | Record             | Pubblico           |
| ----- | ------------------ | -------------------- | ------------------ | ------------------ | ------------------ |
| 1     | Settimana di pausa | Settimana di pausa   | Settimana di pausa | Settimana di pausa | Settimana di pausa |
| 2     | 14/9/1968          | Houston Oilers       | S 24–10            | 0–1–0              | 38.097             |
| 3     | 21/9/1968          | Oakland Raiders      | S 47–21            | 0–2–0              | 28.751             |
| 4     | 28/9/1968          | Kansas City Chiefs   | S 48–3             | 0–3–0              | 27.732             |
| 5     | 6/10/1968          | @ Houston Oilers     | V 24–7             | 1–3–0              | 35.424             |
| 6     | 12/10/1968         | Buffalo Bills        | P 14–14            | 1–3–1              | 28.559             |
| 7     | 20/10/1968         | @ Cincinnati Bengals | V 24–22            | 2–3–1              | 25.076             |
| 8     | 27/10/1968         | @ Denver Broncos     | S 21–14            | 2–4–1              | 43.411             |
| 9     | 3/11/1968          | @ San Diego Chargers | S 34–28            | 2–5–1              | 31.686             |
| 10    | 10/11/1968         | @ Buffalo Bills      | V 21–17            | 3–5–1              | 28.399             |
| 11    | 17/11/1968         | Cincinnati Bengals   | S 38–21            | 3–6–1              | 30.304             |
| 12    | 24/11/1968         | @ Boston Patriots    | V 34–10            | 4–6–1              | 13.646             |
| 13    | 1/12/1968          | @ New York Jets      | S 35–17            | 4–7–1              | 60.207             |
| 14    | 8/12/1968          | Boston Patriots      | V 38–7             | 5–7–1              | 24.242             |
| 15    | 15/12/1968         | New York Jets        | S 31–7             | 5–8–1              | 31.302             |

## Classifiche
| AFL Eastern Division | AFL Eastern Division | AFL Eastern Division | AFL Eastern Division | AFL Eastern Division | AFL Eastern Division | AFL Eastern Division | AFL Eastern Division | AFL Eastern Division | AFL Eastern Division |
|                      | V                    | S                    | P                    | %                    | DIV                  | PF                   | PS                   | Str.                 |                      |
| -------------------- | -------------------- | -------------------- | -------------------- | -------------------- | -------------------- | -------------------- | -------------------- | -------------------- | -------------------- |
| New York Jets        | 11                   | 3                    | 0                    | .786                 | 7–1                  | 419                  | 280                  | V4                   |                      |
| Houston Oilers       | 7                    | 7                    | 0                    | .500                 | 5–3                  | 303                  | 248                  | V2                   |                      |
| Miami Dolphins       | 5                    | 8                    | 1                    | .385                 | 4–3–1                | 276                  | 355                  | S1                   |                      |
| Boston Patriots      | 4                    | 10                   | 0                    | .286                 | 2–6                  | 229                  | 406                  | S2                   |                      |
| Buffalo Bills        | 1                    | 12                   | 1                    | .077                 | 1–6–1                | 199                  | 367                  | S8                   |                      |

Nota: Le partite pareggiate non vennero conteggiate a fini delle classifiche fino al 1972.